# Erfan Zeneli
Erfan Zeneli (* 28. Dezember 1986 in Vučitrn, SFR Jugoslawien) ist ein finnischer Fußballspieler, der aus dem Kosovo stammt. 

## Verein
Zeneli begann als Jugendspieler bei RoPS Rovaniemi, bevor er zu FF Jaro kam und wechselte dann zu HJK Helsinki, wo er 2005 in die Stammmannschaft übernommen wurde. In den folgenden Jahren spielte er auch zeitweise für dessen Farmteam Klubi 04. Am 2014 spielte er in Israel bei Maccabi Petach Tikwa. Zuvor war der finnische Teamspieler mit kosovarischen Wurzeln im Winter 2013/14 bereits dem österreichischen Bundesligisten Wolfsberger AC angeboten worden, die eine Verpflichtung des Mittelfeldakteurs allerdings ablehnten; im Sommer 2014 wird von Verhandlungen mit dem SK Sturm Graz berichtet. Bereits Ende September 2013 stand auch ein möglicher Wechsel Zenelis zum PK-35 Vantaa im Raum. Nach Stationen bei HJK Helsinki, Schachtjor Karaganda, Inter Turku, SJK Seinäjoki, Rovaniemi PS und dem AC Kajaani spielte er die Saison 2021 beim Viertligisten FC Viikingit. Danach wechselte er zum Ligakonkurrenten SexyPöxyt, mit dem ihm der Aufstieg in die Kakkonen gelang.

## Nationalmannschaft
Neben drei Partien für die finnischen U-21-Auswahl kam er zwischen 2013 und 2015 zu sechs Einsätzen bei der A-Nationalmannschaft.

## Erfolge
- Finnischer Meister: 2010, 2011, 2012, 2013, 2014
- Finnischer Pokalsieger: 2006, 2008, 2011, 2014
- Finnischer Ligapokalsieger: 2015

## Sonstiges
Er ist der jüngere Bruder von Ridvan Zeneli (* 1979), der für HJK Helsinki, FF Jaro und Rovaniemi PS spielte und zwei nationale Titel gewinnen konnte.